# Liste des comtesses de Hollande
Les premiers seigneurs de Hollande portaient le titre de comte de Frise occidentale et encore avant de comte de Kennemerland. Ce n'est qu'avec Thierry Ier qu’apparaît le titre de comte de Frise occidentale puis avec Thierry V qu'apparaît le titre de comte de Hollande.

## Gerulfing (833-1299)

### Comtesses de Frise occidentale (916-1061)
| Portrait | Nom (dates)                        | Époux                                                                                          | Titres                                                                              | Eléments biographiques |
| -------- | ---------------------------------- | ---------------------------------------------------------------------------------------------- | ----------------------------------------------------------------------------------- | --- |
|          | Hildegarde de Flandre (934-990)    | - Thierry II de Frise occidentale (mariage en 943)                                             | - Comtesse de Frise occidentale (959-988)                                           | - Princesse de la Maison de Flandre. Fille d'Arnoul Ier de Flandre et d'Adèle de Vermandois. - Mère d'Arnould de Frise occidentale et d'Egbert de Trèves.                                         |
|          | Luitgarde de Luxembourg (955-1005) | - Arnould de Frise occidentale (mariage en 980)                                                | - Comtesse de Frise occidentale (988-993) - Régente de Frise occidentale (995-1005) | - Princesse de la Maison de Luxembourg. Fille de Sigefroid de Luxembourg - Mère de Thierry III de Frise occidentale.                                                                              |
|          | Othélandis de Nordmarck (993-1044) | - Thierry III de Frise occidentale                                                             | - Comtesse de Frise occidentale (993-1044)                                          | - Princesse de la Maison de Nordmarck. Fille de Bernard Ier de Nordmark. - Mère de Thierry IV de Frise occidentale et de Florent Ier de Frise occidentale.                                        |
|          | Gertrude de Saxe (1028-1113)       | - Florent Ier de Frise occidentale (mariage en 1050) - Robert Ier de Flandre (mariage en 1063) | - Comtesse de Frise occidentale (1050-1061) - Comtesse de Flandre (1071-1093)       | - Princesse de la Famille Billung. Fille de Bernard II de Saxe et d'Eilika de Schweinfurt. - Mère de Thierry V de Hollande, de Berthe de Hollande, de Robert II de Flandre et d'Adèle de Flandre. |

### Comtesses de Hollande (1061-1299)
| Portrait | Nom (dates)                        | Époux                                                                                      | Titres                                                                                            | Eléments biographiques |
| -------- | ---------------------------------- | ------------------------------------------------------------------------------------------ | ------------------------------------------------------------------------------------------------- | --- |
|          | Othelhilde (1054-1124)             | - Thierry V de Hollande (mariage en 1083)                                                  | - Comtesse de Hollande (1083-1091)                                                                | - Mère de Florent II de Hollande. |
|          | Gertrude de Lorraine (1082-1144)   | - Florent II de Hollande (mariage en 1113)                                                 | - Comtesse de Hollande (1113-1121) - Régente de Hollande (1121-1129)                              | - Princesse de la Maison de Lorraine. Fille de Thierry II de Lorraine et d'Edwige de Formbach. - Mère de Thierry VI de Hollande.                                               |
|          | Sophie de Rheineck (1120-1176)     | - Thierry VI de Hollande (mariage en 1137)                                                 | - Comtesse de Hollande (1137-1157)                                                                | - Princesse de la Maison de Salm. Fille d'Otto Ier de Salm et de Gertrude de Nordheim. - Mère de Florent III de Hollande.                                                      |
|          | Ada de Huntingdon (1146-1206)      | - Florent III de Hollande (mariage en 1162)                                                | - Comtesse de Hollande (1162-1190)                                                                | - Princesse de la Maison de Dunkeld. Fille d'Henri d'Ecosse et d'Ada de Warenne. - Mère d'Ada de Hollande, de Thierry VII de Hollande et de Guillaume Ier de Hollande.         |
|          | Adélaïde de Clèves                 | - Thierry VII de Hollande (mariage en 1186)                                                | - Comtesse de Hollande (1190-1203)                                                                | - Princesse de la Maison de Clèves. Fille de Thierry III de Clèves et d'Adélaïde de Sulzbach. - Mère d'Ada de Hollande.                                                        |
|          | Ada de Hollande (1188-1223)        | - Louis II de Looz (mariage en 1203)                                                       | - Comtesse de Hollande (de plein droit, 1203-1207) - Comtesse de Looz (1203-1218)                 | - Princesse Gerulfing. Fille de Thierry VII de Hollande et d'Adélaïde de Clèves.                                                                                               |
|          | Adélaïde de Gueldre (1186-1218)    | - Guillaume Ier de Hollande (mariage en 1197)                                              | - Comtesse de Hollande (1207-1218)                                                                | - Princesse de la Maison de Wassenberg. Fille d'Otton Ier de Gueldre et de Richardis de Wittelsbach. - Mère de Florent IV de Hollande.                                         |
|          | Marie de Brabant (1190-1260)       | - Otton IV du Saint-Empire (mariage en 1214) - Guillaume Ier de Hollande (mariage en 1220) | - Impératrice du Saint-Empire et reine de Germanie (1214-1215) - Comtesse de Hollande (1220-1222) | - Princesse de la Maison de Louvain. Fille d'Henri Ier de Brabant et de Mathilde de Boulogne.                                                                                  |
|          | Mathilde de Brabant (1200-1267)    | - Henri V du Palatinat (mariage en 1212) - Florent IV de Hollande (mariage en 1224)        | - Comtesse du Palatinat du Rhin (1212-1214) - Comtesse de Hollande (1224-1234)                    | - Princesse de la Maison de Louvain. Fille d'Henri Ier de Brabant et de Mathilde de Boulogne. - Mère de Guillaume II de Hollande et d'Adélaïde de Hollande.                    |
|          | Elisabeth de Brunswick (?-1266)    | - Guillaume II de Hollande (mariage en 1252)                                               | - Reine des Romains et comtesse de Hollande (1252-1256)                                           | - Princesse de la dynastie Welf. Fille d'Othon Ier de Brunswick et de Mathilde de Brandebourg. - Mère de Florent V de Hollande.                                                |
|          | Béatrice de Flandre (?-1296)       | - Florent V de Hollande (mariage en 1270)                                                  | - Comtesse de Hollande (1270-1296)                                                                | - Princesse de la Maison de Dampierre. Fille de Guy de Dampierre et de Mahaut de Béthune. - Mère de Jean Ier de Hollande.                                                      |
|          | Élisabeth d'Angleterre (1282-1316) | - Jean Ier de Hollande (mariage en 1297) - Humphrey de Bohun (mariage en 1302)             | - Comtesse de Hollande (1297-1299) - Comtesse de Hereford et d'Essex (1302-1316)                  | - Princesse de la Maison Plantagenêt. Fille d'Edouard Ier d'Angleterre et d'Éléonore de Castille. - Mère d'Éléonore de Bohun, de Marguerite de Bohun et de Guillaume de Bohun. |

## Maison d'Avesnes (1299-1354)
| Portrait | Nom (dates)                          | Époux                                                                                       | Titres | Eléments biographiques |
| -------- | ------------------------------------ | ------------------------------------------------------------------------------------------- | --- | --- |
|          | Philippa de Luxembourg (1252-1311)   | - Jean Ier de Hainaut (mariage en 1270)                                                     | - Comtesse de Hainaut (1280-1304) - Comtesse de Hollande (1299-1304) | - Princesse de la Maison de Luxembourg. Fille d'Henri V de Luxembourg et de Marguerite de Bar. - Mère de Marie de Hainaut, de Guillaume Ier de Hainaut, de Jean de Beaumont et d'Alice de Hainaut.                                                        |
|          | Jeanne de Valois (1294-1352)         | - Guillaume Ier de Hainaut (mariage en 1305)                                                | - Comtesse de Hainaut, de Hollande et de Zélande (1305-1337) | - Princesse de la Maison de Valois. Fille de Charles de Valois et de Marguerite d'Anjou. - Mère de Guillaume II de Hainaut, de Marguerite II de Hainaut, de Philippa de Hainaut et de Jeanne de Hainaut.                                                  |
|          | Jeanne de Brabant (1322-1406)        | - Guillaume II de Hainaut (mariage en 1334) - Venceslas Ier de Luxembourg (mariage en 1352) | - Comtesse de Hainaut et de Hollande (1337-1345) - Duchesse de Luxembourg (1353-1383) - Duchesse de Brabant (de plein droit, 1355-1406) | - Princesse de la Maison de Louvain. Fille de Jean III de Brabant et de Marie d’Évreux. |
|          | Marguerite II de Hainaut (1311-1356) | - Louis IV du Saint-Empire (mariage en 1324)                                                | - Reine de Germanie (1324-1347) - Duchesse de Haute-Bavière (1324-1340) - Duchesse de Bavière (1340-1347) - Impératrice du Saint-Empire (1328-1347) - Comtesse de Hollande (de plein droit, 1345-1354) - Comtesse de Hainaut (de plein droit, 1345-1356) | - Princesse de la Maison d'Avesnes. Fille de Guillaume Ier de Hainaut et de Jeanne de Valois. - Mère d'Élisabeth de Bavière, de Louis VI le Romain, de Guillaume III de Hainaut, d'Albert Ier de Hainaut, d'Othon V de Bavière et de Béatrice de Bavière. |

## Maison de Wittelsbach (1354-1433)
| Portrait | Nom (dates)                         | Époux | Titres | Eléments biographiques | Armoiries |
| -------- | ----------------------------------- | --- | --- | --- | --------- |
|          | Maud de Lancastre (1340-1362)       | - Ralph Stafford - Guillaume III de Hainaut (mariage en 1352)                                                                                              | - Duchesse de Bavière-Straubing (1352-1362) - Comtesse de Hollande et de Zélande (1354-1362) - Comtesse de Hainaut (1356-1362) | - Princesse de la Maison de Lancastre. Fille d'Henri de Grosmont et d'Isabelle de Beaumont.                                                       |           |
|          | Marguerite de Clèves (1375-1411)    | - Albert Ier de Hainaut (mariage en 1394) | - Duchesse de Bavière-Straubing, comtesse de Hainaut et de Hollande (1394-1404) | - Princesse de la Maison de la Marck. Fille d'Adolphe III de La Marck et de Marguerite de Juliers.                                                |           |
|          | Marguerite de Bourgogne (1374-1441) | - Guillaume IV de Hainaut (mariage en 1385) | - Duchesse de Bavière-Straubing, comtesse de Hainaut et de Hollande (1404-1417) | - Princesse de la Maison de Valois-Bourgogne. Fille de Philippe II de Bourgogne et de Marguerite III de Flandre. - Mère de Jacqueline de Hainaut. |           |
|          | Jacqueline de Hainaut (1401-1436)   | - Jean de France (mariage en 1415) - Jean IV de Brabant (mariage en 1418) - Humphrey de Lancastre (mariage en 1423) - Frank van Borselen (mariage en 1432) | - Dauphine de Viennois et duchesse de Touraine (1415-1417) - Duchesse de Berry (1416-1417) - Comtesse de Hainaut, de Hollande et de Zélande (de plein droit, 1417-1433) - Duchesse de Brabant (1418-1422) - Duchesse de Gloucester et comtesse de Pembroke (1423-1428) | - Princesse de la Maison de Wittelsbach. Fille de Guillaume IV de Hainaut et de Marguerite de Bourgogne.                                          |           |

## Maison de Valois-Bourgogne (1433-1482)
| Portrait | Nom (dates)                      | Époux                                              | Titres | Eléments biographiques | Armoiries |
| -------- | -------------------------------- | -------------------------------------------------- | --- | --- | --------- |
|          | Isabelle de Portugal (1397-1471) | - Philippe le Bon (mariage en 1430)                | - Duchesse de Bourgogne, de Brabant et de Limbourg, comtesse de Flandre, de Bourgogne et de Namur (1430-1467) - Comtesse de Hollande, de Zélande et de Hainaut (1433-1467) - Duchesse de Luxembourg (1441-1467)                          | - Princesse de la Maison d'Aviz. Fille de Jean Ier de Portugal et de Philippa de Lancastre. - Mère de Charles le Téméraire.                                       |           |
|          | Marguerite d'York (1446-1503)    | - Charles le Téméraire (mariage en 1438)           | - Duchesse de Bourgogne, de Luxembourg, de Brabant et de Limbourg, comtesse de Flandre, de Bourgogne, de Charolais, de Namur, de Hollande, de Zélande et de Hainaut (1468-1477) - Duchesse de Gueldre et comtesse de Zutphen (1473-1477) | - Princesse de la Maison d'York. Fille de Richard Plantagenêt et de Cécile Neville.                                                                               |           |
|          | Marie de Bourgogne (1457-1482)   | - Maximilien Ier du Saint-Empire (mariage en 1477) | - Duchesse de Bourgogne, de Luxembourg, de Gueldre, de Brabant et de Limbourg, comtesse de Flandre, de Bourgogne, de Charolais, de Zutphen, de Namur, de Hollande, de Zélande et de Hainaut (de plein droit, 1477-1482)                  | - Princesse de la Maison de Valois-Bourgogne. Fille de Charles le Téméraire et d'Isabelle de Bourbon. - Mère de Philippe Ier le Beau et de Marguerite d'Autriche. |           |

## Maison de Habsbourg (1482-1581)
| Portrait | Nom dates)                         | Époux                                     | Titres | Eléments biographiques | Armoiries |
| -------- | ---------------------------------- | ----------------------------------------- | --- | --- | --------- |
|          | Jeanne Ire de Castille (1479-1555) | - Philippe Ier le Beau (mariage en 1496)  | - Souveraine des Pays-Bas (1496-1506) - Reine de Castille (de plein droit, 1504-1555) - Reine d'Aragon, de Sicile et de Naples (de plein droit, 1516-1555)                                                              | - Princesse de la Maison de Trastamare. Fille de Ferdinand II d'Aragon et d’Isabelle Ire de Castille. - Mère d'Éléonore de Habsbourg, de Charles Quint, d'Isabelle d'Autriche, de Ferdinand Ier du Saint-Empire, de Marie de Hongrie et de Catherine de Castille. |           |
|          | Isabelle de Portugal (1503-1539)   | - Charles Quint (mariage en 1526)         | - Reine de Germanie (1526-1530) - Reine de Castille, d'Aragon, de Sicile et de Naples, souveraine des Pays-Bas (1526-1539) - Impératrice du Saint-Empire (1530-1539)                                                    | - Princesse de la Maison d'Aviz. Fille de Manuel Ier de Portugal et de Marie d'Aragon. - Mère de Philippe II d'Espagne, de Marie d'Autriche et de Jeanne d'Autriche.                                                                                              |           |
|          | Marie Ire d'Angleterre (1516-1558) | - Philippe II d'Espagne (mariage en 1554) | - Reine d'Angleterre et d'Irlande (de plein droit, 1553-1558) - Princesse des Asturies (1554-1556) - Reine de Naples et de Sicile, duchesse de Milan (1554-1558) - Reine d'Espagne, souveraine des Pays-Bas (1556-1558) | - Princesse de la Maison Tudor. Fille d'Henri VIII d'Angleterre et de Catherine d'Aragon. |           |
|          | Élisabeth de France (1545-1568)    | - Philippe II d'Espagne (mariage en 1559) | - Reine d'Espagne, de Naples et de Sicile, duchesse de Milan, souveraine des Pays-Bas (1559-1568) | - Princesse de la Maison de Valois. Fille d'Henri II de France et de Catherine de Médicis. - Mère d'Isabelle-Claire-Eugénie d'Autriche et de Catherine-Michelle d'Autriche.                                                                                       |           |
|          | Anne d'Autriche (1549-1580)        | - Philippe II d'Espagne (mariage en 1570) | - Reine d'Espagne, de Naples et de Sicile, duchesse de Milan, souveraine des Pays-Bas (1570-1580) | - Princesse de la Maison de Habsbourg. Fille de Maximilien II du Saint-Empire et de Marie d'Autriche. - Mère de Ferdinand d'Autriche, de Diègue d'Autriche et de Philippe III d'Espagne.                                                                          |           |

## Sources
- HOLLANDE